# Павлов, Георгий Юрьевич
Георгий Юрьевич Павлов (наст. фамилия Павиланис, 1885—1958) — русский поэт, прозаик, драматург.

## Биография
Родился в семье преуспевающего чиновника, литовца по происхождению, 17 марта 1885 года[по какому календарю?] (по разным сведениям — в Санкт-Петербурге или Гатчине)
С 1897 года учился в Императорской Николаевской Царскосельской гимназии, которой руководил поэт И. Ф. Анненского, что, несомненно, повлияло в дальнейшем на его писательскую биографию. Окончив в 1905 году гимназию , он поступил на историко-филологический факультет Санкт-Петербургского университета. Спустя 6 лет, в 1911 году, окончив юридический факультет университета он защитил магистерскую диссертацию «Советы при особе государя в XVIII в.» Одновременно со службой в почтовом ведомстве началась и его литературная деятельность, хотя ещё в студенческие годы он написал несколько пьес, а также играл в любительских спектаклях; сам он вспоминал:

Странное дело: робкий, застенчивый и крайне ненаходчивый в жизни, на сцене я себя чувствовал совершенно свободно <...> Играть я любил страстно. Уже один запах грима и лака, которым подкоеивают усы и бороды, действовал на меня опьяняюще. При таких условиях было бы естественно подумать о карьере актёра. Однако об этой карьере совсем не думал. В мечтах я себя и тогда представлял не иначе, как драматургом.

Однако первые литературные успехи были связаны не с пьесами, опубликовать которые не удавалось, а с рассказами, появлявшимися на страницах журнала «Царскосельская мысль». Из них был составлен сборник, вышедший в 1914 году за собственный счёт тиражом в 300 экземпляров. В этом же году в журнале «Солнце России» под псевдонимом Павлов появился его рассказ «Изменник», — первый из серии «военных» рассказов, популярных в Первую мировую войну.
В 1912 году познакомился с будущей супругой Марией Львовной Мартинсон (её отец, Людвиг Петрович Мартинсон, был управляющим Тентелевской химической фабрикой); венчание состоялось 6 ноября 1915 года в московской церкви Троицы на Грязех; по воспоминаниям Павлова, затем свадьбу «скрепил ещё немецкой проповедью лютеранский пастор Мейер». После революций 1917 года, они окончательно переехали в Москву. Здесь Георгию Павиланису удалось поступить на службу в Наркомпочтель, который помещался в здании Литературно-художественного кружка на Большой Дмитровке. Там оставалась хорошо оборудованная сцена и вскоре образовался театральный кружок, где Георгий Юрьевич был актёром и режиссёром.
В 1919 году он начал писать стихотворения. В 1922—1923 годах на страницах журнала «Всемирная иллюстрация» появились два рассказа Г. Ю. Павлова, тогда же ему удалось напечатать и роман «Дом рабов». Вскоре он был уволен в связи с сокращением штатов, затем вновь вернулся на службу и осенью 1926 года вновь попал под сокращение, окончательно закончив государственную службу.
В конце 1926 года была впервые поставлена его драма «Бронзовый идол», сыгранная затем на крупнейших сценах СССР. Павлов стал членом Московского общества драматических писателей. Кроме «Бронзового идола» (М., 1928) были изданы его пьесы «Чортов цвет» и «Крейсер Эгморт». Следующий три пьесы поставить на сцене и издать не удалось, да и «Бронзовый идол» попал под волну критики; видимо «сверху была спущена» соответствующая директива. Его имя было предано забвению: повести и рассказы не издавались, пьесы и стихи писались «в стол».
В 1957 году была диагностирована серьёзная болезнь — саркома бедра — от которой он скончался 15 июля 1958 года. Похоронен на Кузьминском кладбище в Москве.